# THE MANZAI (1980年代のテレビ番組)
『THE MANZAI』（ザ・マンザイ）とは、1980年 - 1982年に、フジテレビ系列『火曜ワイドスペシャル』内で単発特別番組として3か月に1回の割合で計11回放送されたバラエティ番組である。番組を仕掛けたのは、当時肩身が狭かった横澤彪プロデューサーを中心としたフジテレビ演芸班。

## 概要
毎回数組の漫才コンビが漫才を披露するというシンプル極まりない番組だったが、従来のスーツ姿の男2人が「ねえ、きみ」「なんやねん」などと典型的な掛け合いを繰り出すような古臭い演芸番組のスタイルを全て排して、フジテレビらしい画期的な演出（客席に若者しか入れない、出演者もベテラン勢を1～2組程度に留め若手コンビを中心とする、出演者の服装は自由、舞台セットを豪華でポップなものにする、小林克也のアメリカナイズされた呼び出しに、コンビが登場する時の出囃子はフランク・シナトラの「When You're Smiling」(邦題「君微笑めば」)の前奏と後奏を合わせ、煌びやかなステージに登場する若手漫才師の姿を何台ものカメラがダイナミックに捉える、ネタの冗長な部分に編集を入れるなど）を凝らした結果、若者にも受け入れられるテレビ向け漫才の確立に成功。『花王名人劇場』（関西テレビ制作）とともに漫才ブームの基を築いた。漫才のスタイル、イメージを劇的に変え、スピード感とライブ感に溢れる今風の漫才は、本番組によって確立された。
また､本編の漫才の前に必ず外国人を使った、演者の名をPRした海外のCM風パロディのショートフィルムが流れていたという。

## 第1回放送
第1回が放送された1980年4月1日は、TBSでザ・ドリフターズの特番の放送が予定されていて（日本テレビは『探偵物語』最終回）、裏番組が強力すぎなことから、フジテレビは当初予定していた制作班が逃げた。当時フジテレビの演芸班に所属していた横澤彪は、編成から「企画を出せ」と強制的に企画の提出を求められていたことから、やるつもりもなく、ほぼ趣味でたくさんお笑い番組の企画を提出していた。たまたま出していた『東西対抗漫才大会』という企画が編成の目に留まり、これをドリフの裏でやらないかと言われた。『東西対抗漫才大会』という企画自体は、漫才ブームを興した切っ掛けとして知られる1980年1月20日に放送された花王名人劇場『激突!漫才新幹線』（関西テレビ）と同じということになる。フジテレビのゴールデンタイム（プライムタイム）で漫才番組が放送されるのは前例のない、あるいは何10年ぶりかの企画で、横澤は当時は漫才ブームが来るとは全く思っていなかったというが、フジテレビの編成では漫才番組がいけるのではないかという考えが既にあったという。どうせドリフには勝てないだろうからと、横澤らスタッフはそれなら自分たちがやりたいこと、「"構造改革"をやりたい」という意見が出て、前述した画期的な演出アイデアが次々生まれた。『THE MANZAI』というタイトルも企画を進めるうち、美術デザイナーが横文字で『MANZAI』とローマ字表記で書かれた背景のイラストを持って来て、これを電飾で置きたいと提案。スタッフがこれはいいとなり、後から「THE」を付け足し『THE MANZAI』になった。ところがこのタイトルに編成が猛反対し、喧嘩となり、妥協案としてサブタイトルのやたら長い番組名となった。出演者の漫才師も視聴者もそれまでテレビで見たことのない若手にしようとなったが、彼らは当時既に30歳前後だった。有名無名に関係なく、自分たちが聞いてみて、何かメッセージを感じる人、メッセージ性を持ってる人にしようとスタッフでこっそり演芸場を見て回り、全国ネットの番組に出たことのない人たちを集めた。横澤は「視聴者としては今まで見たことのなかった人たちのメッセージはショックだったのではないか。それが第一段階としては成功した一つの要因」と述べている。お客も従来の演芸番組のお客を入れ替え、スタッフみんなで各大学の「落語研究会」や「クイズ研究会」「プロレス研究会」「鉄道研究会」のようなサークルに電話を掛けてお客を集めた。横澤は集めた演者（漫才師）の感覚が鋭く、自分たちより先を行っていると感じたという。

## 第2回以降
漫才番組の中でも別格的存在であり、出演者にとってはまさに真剣勝負の場でもあった。出演順は抽選で決められ、楽屋では常に緊張感が漂っていたという。
最大のハイライトが銀座博品館劇場からの生中継だった1980年12月30日放送の第5回で、視聴率は関東32.6%、関西で45.6％を記録した。
1982年6月15日放送の第11回を最後に放送されなくなるが、2001年5月19日に当時の東西人気漫才コンビにより『THE MANZAI2001 ヤングライオン杯』が19年ぶりに放送された。この回のみ関東ローカルで放送された（ただし、他の地域でも遅れネットで放送された実績あり）。なお谷良一によると同年8月に第2回放送予定されていたが、視聴率が振るわなかったので立ち消えとなった。
その後、2010年で一旦、朝日放送発の全国ネットで放送されていた漫才のコンテスト「M-1グランプリ」が廃止されたことを受けて、2011年から2014年まで日清食品 THE MANZAIとして漫才のコンテストを開催していたが、2015年から「M-1」が再開されることを受けて、当頁の体裁と同じ漫才のネタ見せ番組として『Cygames THE MANZAI マスターズ』が開始された。

## 放送日時
| 回数   | 放送日時                     | サブタイトル                                                                                     | 視聴率 |
| ------ | ---------------------------- | ------------------------------------------------------------------------------------------------ | ------ |
| 第1回  | 1980年4月1日 20:00 - 21:24   | 火曜ワイドスペシャル THE MANZAI 翔べ!笑いの黙示録東西激突!残酷!ツッパリ!ナンセンス               | 15.3%  |
| 第2回  | 1980年5月20日 20:00 - 21:24  | 火曜ワイドスペシャル THE MANZAI2 東西人気漫才激突!今君に贈る笑いのメッセージ                     | 17.2%  |
| 第3回  | 1980年7月1日 20:00 - 21:24   | 火曜ワイドスペシャル THE MANZAI3 笑いのニューアイドル最新作公開                                  | 27.0%  |
| 第4回  | 1980年10月7日 19:30 - 21:24  | 火曜ワイドスペシャル THE MANZAI4 秋の新作10本満載!!今笑いのアイドルが君に贈る熱いメッセージ      | 28.8%  |
| 第5回  | 1980年12月30日 19:30 - 21:24 | 火曜ワイドスペシャル THE MANZAI5 グランプリ!銀座博品館劇場から生中継                             | 32.6%  |
| 第6回  | 1981年3月31日 19:30 - 21:24  | 火曜ワイドスペシャル THE MANZAI6 おまたせ!81年春の新作大公開!!今君に贈るクリスタルなメッセージ   | 18.9%  |
| 第7回  | 1981年6月30日 20:00 - 21:24  | 火曜ワイドスペシャル THE MANZAI7 新作!!初公開                                                    | 17.9%  |
| 第8回  | 1981年9月29日 19:30 - 21:24  | 火曜ワイドスペシャル THE MANZAI8 秋の最新傑作大公開!生き残るのはだれか?決めるのはキミのセンスだ  | 15.8%  |
| 第9回  | 1981年12月8日 19:30 - 21:00  | 火曜ワイドスペシャル THE MANZAI9 年末特別企画 乱れ打ち81年重大ニュース                           | 17.5%  |
| 第10回 | 1982年3月30日 19:00 - 21:00  | 火曜ワイドスペシャル THE MANZAI10 やったね!カーニバルあのYMOを先頭に異色ひょうきんコンビ続々登場 |        |
| 第11回 | 1982年6月15日 19:00 - 21:00  | 火曜ワイドスペシャル THE MANZAI11 イキイキ感覚                                                   |        |
| 2001   | 2001年5月19日 12:55 - 15:25  | THE MANZAI2001 ヤングライオン杯                                                                  |        |

第5回は「THE MANZAI Grand Prix」として、銀座の博品館劇場から生中継を行った。

## 出演者

### 1980年（全5回放送）
| 回数  | 放送日時 | 出演者 |
| ----- | -------- | --- |
| 第1回 | 4月1日   | ツービート 島田紳助・松本竜介 B&B 横山やすし・西川きよし ザ・ぼんち 星セント・ルイス 中田カウス・ボタン                                                          |
| 第2回 | 5月20日  | ツービート 島田紳助・松本竜介 B&B 横山やすし・西川きよし 西川のりお・上方よしお オール阪神・巨人 ぽぱい 海原さおり・しおり                                       |
| 第3回 | 7月1日   | ツービート 島田紳助・松本竜介 B&B 横山やすし・西川きよし 西川のりお・上方よしお ザ・ぼんち 春やすこ・けいこ                                                      |
| 第4回 | 10月7日  | ツービート 島田紳助・松本竜介 B&B 横山やすし・西川きよし 西川のりお・上方よしお ザ・ぼんち 春やすこ・けいこ 星セント・ルイス 太平サブロー・シロー おぼん・こぼん |
| 第5回 | 12月30日 | ツービート 島田紳助・松本竜介 B&B 横山やすし・西川きよし 西川のりお・上方よしお ザ・ぼんち 春やすこ・けいこ 星セント・ルイス 太平サブロー・シロー おぼん・こぼん |

### 1981年（全4回放送）
| 回数  | 放送日時 | 出演者 |
| ----- | -------- | --- |
| 第6回 | 3月31日  | ツービート 島田紳助・松本竜介 B&B 横山やすし・西川きよし 西川のりお・上方よしお ヒップアップ ザ・ぼんち 中田カウス・ボタン 太平サブロー・シロー 今いくよ・くるよ |
| 第7回 | 6月30日  | ツービート 島田紳助・松本竜介 B&B 横山やすし・西川きよし 西川のりお・上方よしお ヒップアップ ザ・ぼんち オール阪神・巨人                                         |
| 第8回 | 9月29日  | ツービート 島田紳助・松本竜介 B&B 横山やすし・西川きよし 西川のりお・上方よしお ヒップアップ ザ・ぼんち オール阪神・巨人 太平サブロー・シロー                    |
| 第9回 | 12月8日  | ツービート 島田紳助・松本竜介 B&B 横山やすし・西川きよし 西川のりお・上方よしお ヒップアップ ザ・ぼんち オール阪神・巨人 太平サブロー・シロー 春やすこ・けいこ   |

### 1982年（全2回放送）
| 回数   | 放送日時 | 出演者 |
| ------ | -------- | --- |
| 第10回 | 3月30日  | ツービート 島田紳助・松本竜介 B&B 西川のりお・上方よしお ヒップアップ オール阪神・巨人 柄本明・佐藤B作 明石家さんま・春風亭小朝 山田邦子・山村美智子 やすえ・やすよ 伊丹幸雄・城みちる ポップコーン 梨元勝・福岡翼 トリオ・ザ・テクノ |
| 第11回 | 6月15日  | ツービート 島田紳助・松本竜介 B&B 横山やすし・西川きよし 西川のりお・上方よしお ヒップアップ 太平サブロー・シロー ポップコーン |

### THE MANZAI2001 ヤングライオン杯
| 放送日時      | 出演者 |
| ------------- | --- |
| 2001年5月19日 | 爆笑問題(司会も兼任) フットボールアワー COWCOW 品川庄司 ロザン 海砂利水魚 キングコング TIM ランディーズ 中川家 ハリガネロック X-GUN |

## キャスト・スタッフ
- 解説：高島忠夫
- ナレーション：小林克也
- 構成：大岩賞介、大倉利晴
- ステージング：土居甫
- スタイリスト：不破美智子
- 技術：ニユーテレス
- 編集：東洋現像所ビデオセンター（現IMAGICA）
- プロデューサー：横澤彪
- ディレクター：佐藤義和、永峰明
- 制作：フジテレビ第二制作部
- 制作著作：フジテレビ